# Only Living Witness
Only Living Witness war eine US-amerikanische Hardcore-Punk- und Alternative-Metal-Band aus Boston, Massachusetts, die im Jahr 1989 gegründet wurde und sich 1995 auflöste.

## Geschichte
Die Band wurde im Jahr 1989 nach dem Zerfall der Band Formicide gegründet und bestand aus dem Sänger Jonah Jenkins, dem Gitarristen Kevin Stevenson, dem Bassisten Roy Costa und dem Schlagzeuger Eric Stevenson. Nach zwei Demos und einer selbst finanzierten Single, erreichte die Band einen Vertrag bei Century Media. Als neue Mitglieder waren mittlerweile der Gitarrist Craig Silverman und der Bassist Chris Crowley in der Band. Bei dem Label erschien 1993 das Debütalbum Prone Mortal Form. Es folgten Auftritte in den USA im Vorprogramm von Prong und Corrosion of Conformity und in Europa zusammen mit Mucky Pup. Im September schloss sich eine Tour im Vorprogramm von Cro-Mags an. Etwa ein halbes Jahr später wurde eine weitere Tour mit insgesamt 19 Auftritten in Deutschland, Österreich und der Schweiz zusammen mit Leeway absolviert. Zudem spielte die Band auch zusammen mit Sick of It All. 1996 folgte das zweite Album Innocents. Die Band hatte sich im Oktober 1995 bereits aufgelöst, da sie zum einen kommerziell wenig erfolgreich war und da zum anderen Schlagzeuger Stevenson, der einen Großteil der Lieder schrieb, nicht mehr auf Tour gehen wollte. Letzteres führte auch zum persönlichen Zerwürfnis der beiden Bandsäulen, woraufhin sich Jenkins ganz aus der Musik zurückzog, abgesichert durch seinen Hauptberuf als Bibliothekar in der Harvard-Bibliothek.

## Stil
Eduardo Rivadavia von Allmusic bezeichnete die Musik auf dem Demo Only Living Witness und der Complex Man als eine Mischung aus Thrash Metal und Hardcore Punk. Auf Prone Mortal Form sei nicht nur reiner Hardcore Punk enthalten: Die Gitarrenriffs seien dem Metal, die Beats dem Industrial und der Gesang dem Grunge entliehen. Ähnlich sah Barbara Diekmann im Sub Line die Einordnung, nämlich zwischen dem Hardcore der Cro-Mags und dem Grunge von Alice in Chains. Markus Kavka vom Metal Hammer verglich Innocents mit Ugly von Life of Agony und Deliverance von Corrosion of Conformity. Das Album sei „voll mit molligen Monsterriffs, gniedelig klagendem Gesang, trockenen Rock-Rhythmen“. Im Lied Placid Hill seien zudem Instrumente wie eine Westerngitarre, eine Violine und eine Mundharmonika zu hören. Schlichtweg langweilig fand Hanno Kress vom Rock Hard das Werk und bemängelte, dass an der Neo-Folkballade Hank Crane „gleich acht Menschen herumgedoktert haben“.

## Diskografie
- 1990: Only Living Witness (Demo, Eigenveröffentlichung)
- 1991: Complex Man (Single, Look Again Records)
- 1993: Prone Mortal Form (Album, Century Media)
- 1995: Freaklaw (Single, Chainsaw Safety Records)
- 1996: Innocents (Album, Century Media)